# Viburnum tengyuehense
Viburnum tengyuehense är en desmeknoppsväxtart som först beskrevs av W. W. Smith, och fick sitt nu gällande namn av Ping Sheng Hsu. Viburnum tengyuehense ingår i släktet olvonsläktet, och familjen desmeknoppsväxter. Utöver nominatformen finns också underarten V. t. polyneurum.